# Ebersdorf bei Coburg

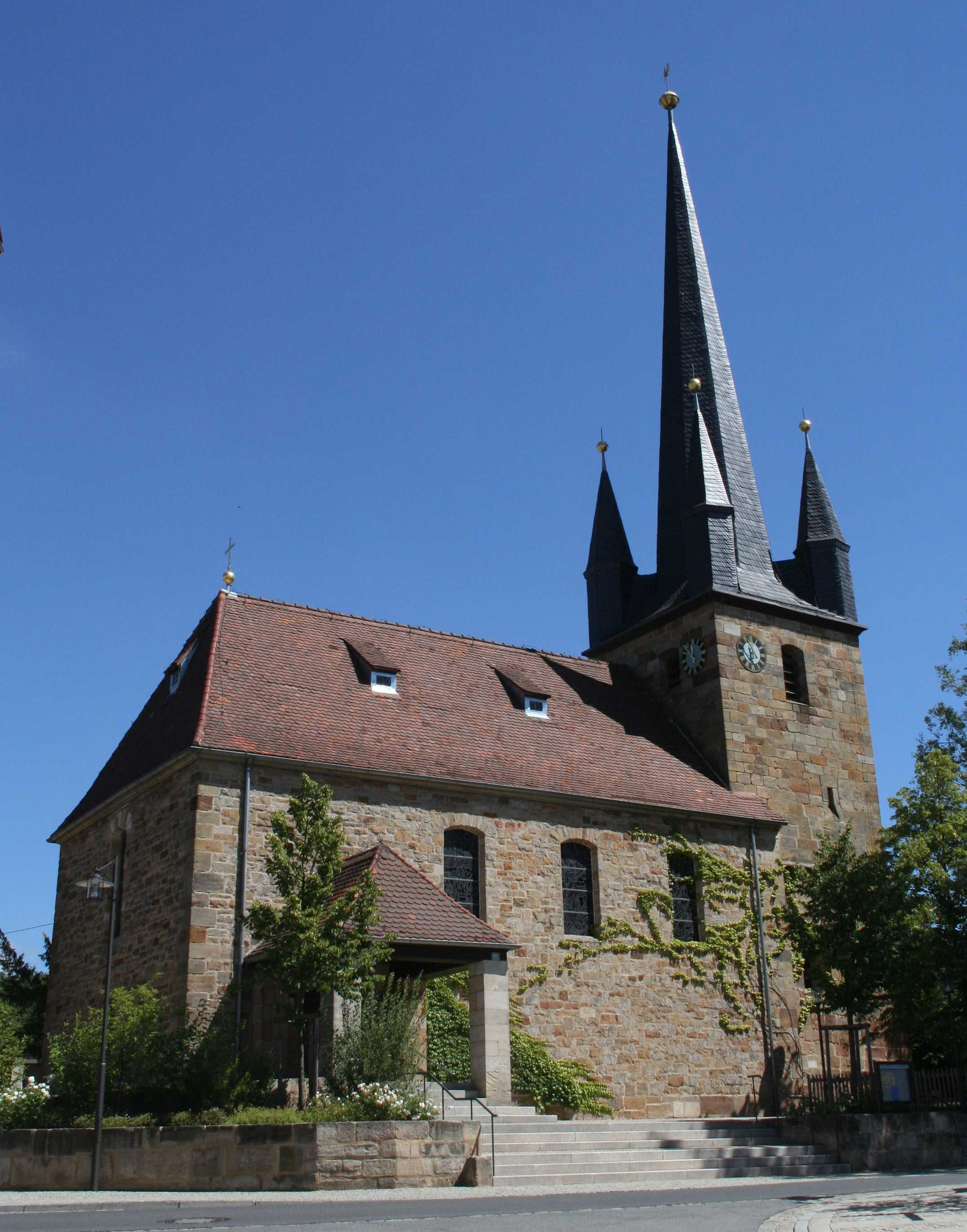
Ewangelicki kościół pw. św. Wawrzyńca (St. Laurentius)

Ebersdorf bei Coburg, Ebersdorf b.Coburg – miejscowość i gmina w Niemczech, w kraju związkowym Bawaria, w rejencji Górna Frankonia, w regionie Oberfranken-West, w powiecie Coburg. Leży około 9 km na południowy wschód od Coburga, przy drodze B303 i linii kolejowej Coburg – Bamberg/Sonnefeld.

## Dzielnice
W skład gminy wchodzą następujące dzielnice: 
- Ebersdorf
- Friesendorf
- Frohnlach
- Großgarnstadt
- Kleingarnstadt
- Oberfüllbach